# Tamás Lajos (jogász)
| Tamás Lajos                               | Tamás Lajos                               |
| Kattints az alábbi külső linkek egyikére! | Kattints az alábbi külső linkek egyikére! |
| ----------------------------------------- | ----------------------------------------- |
| Nem található szabad kép.(?)              |                                           |
| külső link · jogvédett                    | Tamás Lajos fényképe.                     |

Tamás Lajos (Nagyatád, 1938. december 16. - Pécs, 2019. február 18.) magyar jogász, egyetemi tanár.

## Életpályája
1963-ban szerezte diplomáját a PTE Állam- és Jogtudományi Karán summa cum laude minősítéssel. 1964-től a Kar II. sz. Polgári Jogi Tanszékén tanársegéd, adjunktus, majd 1976-tól docens. 1985–1992 között a Polgári Jogi Tanszék vezetője. 1982–1985 között a Pécsi Tudományegyetem általános rektorhelyettese.
A kandidátusi fokozatot 1975-ben szerezte meg polgári jog és polgári eljárási jog témakörben.
1982–1985 között a Pécsi Tudományegyetem általános rektorhelyettese (rektor: Dr. Földvári József)
1975-ben szerzett kandidátusi fokozatot a beruházási jog témaköréből készített dolgozat alapján, amelyért 1977-ben Akadémiai Nívódíjban részesült. Tagja, majd elnöke volt a PAB Gazdasági Jogi Szakbizottságának. Több mint száz publikáció jelent meg a gazdasági jog, polgári jog, kereskedelmi jog, a sportjog és a vízjog témakörében. Részt vett a doktori képzésben. Oktatási tevékenységéhez kapcsolódóan több egyetemi tankönyvet, jegyzetet publikált a polgári jog általános rész (1979), gazdasági jog (1985), a kereskedelmi jog (2003, 2005) témaköréből.
A fő tárgyak, amiket oktatott: Polgári Jog, Sportjog, Vadászati Jog, Vízjog, Agrárjog, Kereskedelmi Jog, Gazdasági Jog alap- és továbbképzésben. 1978-ban a PAB Gazdasági Jogi Szakbizottság elnökének választották meg. Pécsi Tudományegyetem Jogtudományi Doktori Iskola témavezetője is volt.
Több mint 100 publikációja jelent meg: gazdasági jog, polgári jog, kereskedelmi jog, a sportjog és a vízjog témaköréből.
Parlamenti szakértőként részt vett az új magyar alkotmány kidolgozásában (1998).
Kari tudományos konferenciákat szervezett a sportjog (2000, 2004 és 2011), a vadászati jog (2012) és a vízjog (2014) időszerű kérdéseinek témaköréből.
A Kar nemzetközi kapcsolatainak keretében 1985–ben, egy félév időtartamban a Bayreuthi Egyetem vendég oktatója volt (társasági jog, sportjog), 1988–ban az Osakai Egyetem meghívására tartott előadást (tulajdonjog). Előadásokat tartott továbbá a kari kapcsolatok keretében a grazi, bécsi, pozsonyi, krakkói, brnói, valamint a marburgi egyetemeken is.
1996–2002-ig több megbízatása volt: parlamenti (frakció) szakértői irodavezető, FVM felsőoktatási koordinátor (agrárjog), MALÉV felügyelőbizottság tag, Pannon Volán igazgatósági, majd felügyelőbizottsági elnök, PEAC elnökségi tag, szakosztályvezető. 1986 óta ügyvédi tevékenységet is végzett.

## Díjai, elismerései
- Akadémiai díj (1978)
- Kiváló Dolgozó, Pro Universitate, Rektori Dicséret, Nagyatád Város Díszoklevele
- Magyar Érdemkereszt Polgári Tagozata (2016),
- Kemény Dénes Díj (2017).

## Legfontosabb publikációi
- Polgári jogi szerződések és beruházáspolitika. Budapest.  Közgazdasági és Jogi Kiadó.  1978.

- A magyar polgári jog: általános rész. Budapest. Tankönyvkiadó. 1981.

- Das Veranwortlichkeitssystem der Investitionsverträge. Sorozat: Studia iuridica auctoritate Universitatis Pécs publicata. Pécs. 1982.

- Kommissionsvertrag - als einer der Rechtsrahmen für eine Kooperation Janus Pannonius Tudományegyetem Állam- és Jogtudományi Kara. Sorozat: Studia iuridica auctoritate Universitatis Pécs publicata. Pécs. 1986.

- Magyar polgári jog.  Általános rész. Tankönyvkiadó. 7.-ik kiadás. 1987.

- A lízingszerződés kézikönyve. . Budapest.  Közgazdasági és Jogi Kiadó. 1991.

- Jogi alapismeretek : Polgári jogi alapok.  Keszthely.  Pannon Agrártudományi Egyetem. 1994.

- Kereskedelmi jogi alapismeretek. Történeti rész, társasági jog, egyes szerződéstípusok. Pécs. PTE ÁJK Továbbképző szekció.  2003.

- Kereskedelmi jog. Pécs. Pécsi Tudományegyetem Állam- és Jogtudományi Kar. 2006.

- A 100 éves nagyatádi labdarúgás története, 1911-2011. Polgármesteri Hivatal, Nagyatád. 2011.